# Donnersbergerstraße 48 (München)

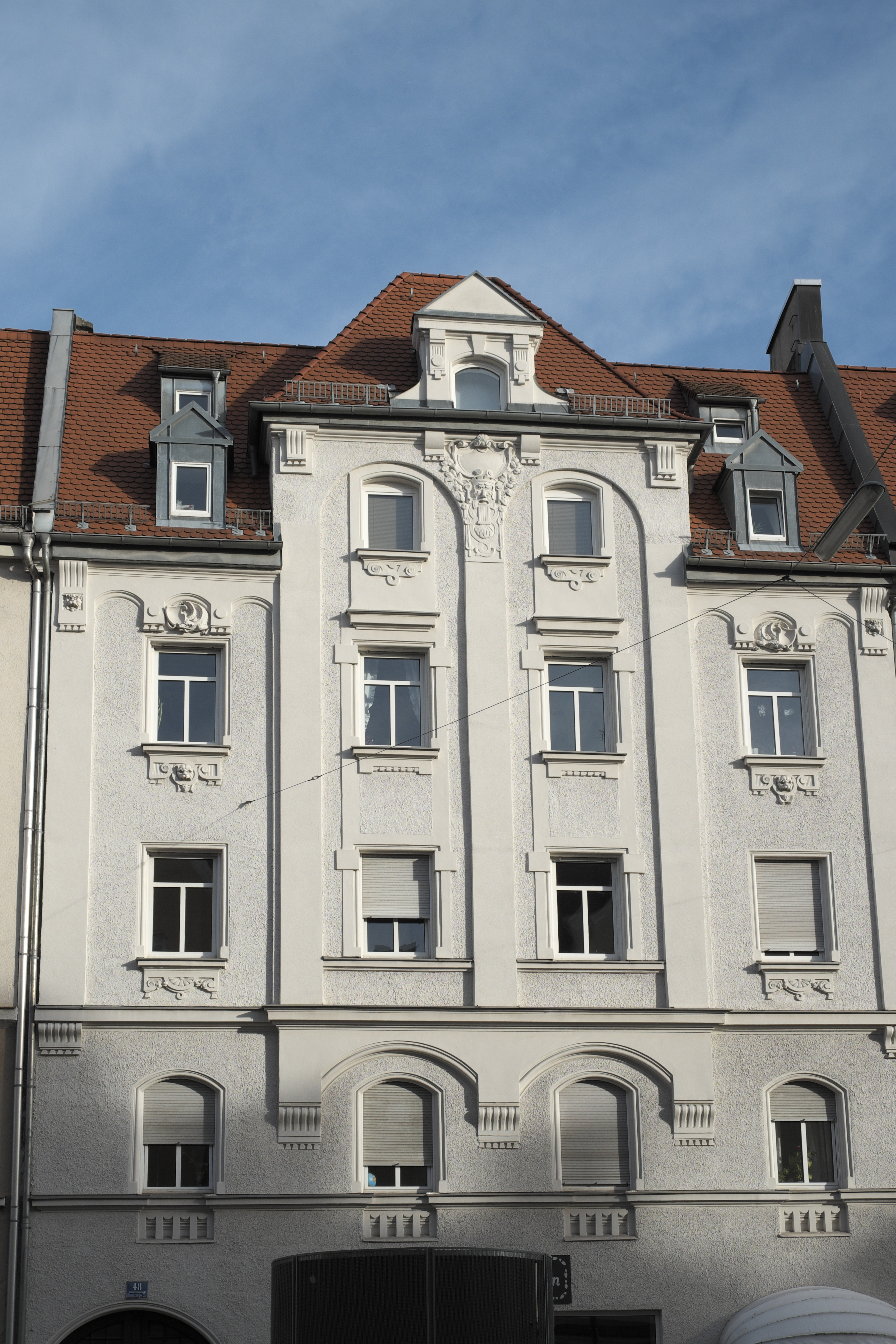
Haus Donnersbergerstraße 48 in München-Neuhausen

Das Haus Donnersbergerstraße 48 ist ein denkmalgeschütztes Mietshaus im Münchner Stadtteil Neuhausen.
Das Gebäude im Stil der „deutschen Renaissance“ mit Jugendstil-Einschlag wurde um 1900 errichtet. Es ist mit reichem Stuckdekor geschmückt. Das Haus an der Donnersbergerstraße bildet mit den Häusern Nr. 46, 50 und 50a eine Gruppe.